# استخوان اشکی
استخوان اَشکی یا لاکریمال (به انگلیسی: Lacrimal bone) جفت استخوان مستطیلی‌شکل در چشم است که ثابت است. استخوان اشکی در سمت جلویی کاسه چشم عمدتاً بین استخوان بینی و گونه‌ای و آرواره بالایی قرار دارد و بخشی از کاسه چشم و قسمت کوچکی از صورت را می‌سازد. استخوان‌های اشکی از کوچکترین و شکننده‌ترین استخوان‌های صورت هستند که سطح قدامی دیواره داخلی هر دو چشم را تشکیل می‌دهند.
استخوان‌های اشکی کوچکترین استخوان‌های صورت بوده که به شکل و اندازه یک ناخن انگشت در طرف داخل هر یک از کاسه‌های چشم قرار گرفته‌اند. این دو استخوان در ساختن دیواره داخلی حفره بینی شرکت می‌کنند. همچنین استخوان‌های اشکی در پائین، مجرای اشکی را تشکیل می‌دهند که ترشحات آنها به داخل حفره‌های بینی می‌ریزند.

دید کناری از استخوان‌های جمجمهٔ انسان.